# Merching
Merching è un comune tedesco di 3 151 abitanti, situato nel land della Baviera.